# Le Médiateur des entreprises
Le Médiateur des entreprises (appelé aussi Médiation des entreprises) est un service national placé auprès du ministre de l'Économie français, venant en aide à toute entreprise, organisation publique ou privée (quels que soient sa taille et son secteur d’activité) qui rencontre des difficultés dans ses relations commerciales avec un partenaire (client, fournisseur).
En régions la Direction régionale de l'économie, de l'emploi, du travail et des solidarités (DIRECCTE) assure la Médiation des entreprises.

## Historique

### Médiation inter-entreprises (2010 - 2016))
À l'automne 2009, les États généraux de l'industrie, mette en lumière des déséquilibres critiques dans les relations entre donneurs d'ordres et fournisseurs,. Le rapport final formule 23 propositions visant à renforcer la politique industrielle française, l'une d'entre appelant à la désignation d'un médiateur de la sous-traitance.
La médiation inter-entreprises industrielles et de la sous traitance est créée par décret du président de la République française en avril 2010, désignant Jean-Claude Volot, premier médiateur national des relations inter-entreprises.
Il préconise, dans le « rapport Volot »,, l'évolution du cadre juridique de la sous-traitance. Ce rapport recense 36 mauvaises pratiques fréquemment rencontrées,.
Pierre Pelouzet succéde en novembre 2012 à Jean-Claude Volot, en tant que médiateur national des relations inter-entreprises.
En septembre 2013, plus de 230 000 entreprises bénéficient de l'aide de la médiation Inter-entreprises avec 8 médiations sur 10 aboutissent à un accord entre les parties.

### Médiation des marchés publics (2012 - 2016)

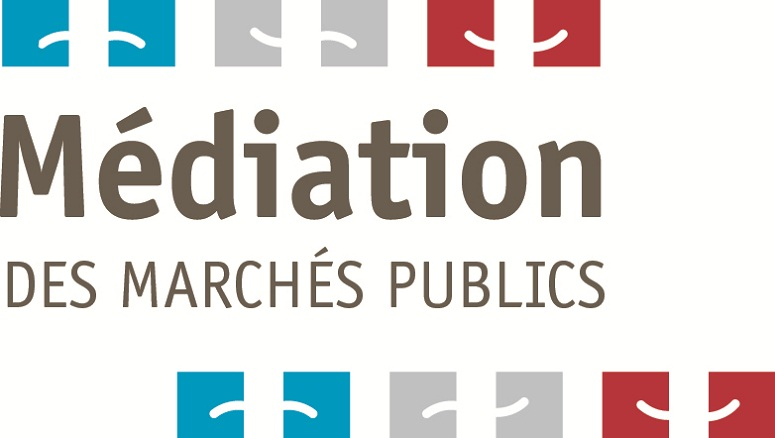
Logo Médiation des Marchés publics.

Pour faire face aux difficultés rencontrées par les entreprises dans le cadre de la commande publique ou plus globalement en cas d'obstacles avec le secteur public, la médiation des Marchés publics est créée par décret du Président de la République en décembre 2012,,. Jean-Lou Blachier est le premier Médiateur national des Marchés publics.
Deux types de médiation s'offrent à elles :
- La médiation individuelle, qui concerne une entreprise qui souhaite engager seule une médiation. La médiation individuelle est gérée au niveau régional, sauf exception.
- Les médiations collectives, où plusieurs entreprises peuvent se regrouper pour saisir le médiateur face à un même donneur d'ordre public. Le médiateur peut également intervenir à la demande d'un syndicat ou d'une fédération professionnels. Le but est d'inciter les filières industrielles à se mobiliser et à faire remonter des demandes ou besoins convergents de leurs adhérents, à la médiation des marchés publics. Les médiations collectives sont quant à elles systématiquement traitées à l'échelon national.

### Le médiateur des entreprises (2016)
Pierre Pelouzet est nommé par décret du président de la République le 14 janvier 2016, médiateur des entreprises. Il assure les fonctions précédemment exercées par le médiateur des relations interentreprises et par le médiateur des marchés publics. Il s’appuie sur une équipe de 16 médiateurs nationaux délégués et de 44 médiateurs régionaux placés auprès de la Direction régionale de l'économie, de l'emploi, du travail et des solidarités (DIRECCTE), ainsi que sur une équipe nationale de 18 personnes.
Le Médiateur des entreprises aide les acteurs économiques rencontrant des difficultés contractuelles ou relationnelles à résoudre leurs différends de façon amiable, encourage l’adoption et la diffusion de bonnes pratiques dans les relations commerciales entre partenaires privés ou entre acteurs publics et privés, et contribue à faciliter l’innovation.
Bien que le cadre légal relatif aux délais de paiement ait été renforcé avec la loi LME de 2009 — 60 jours, ou 45 jours fin de mois —, différentes études ont démontré que de nombreuses entreprises et organismes publics continuaient de ne pas respecter les délais légaux : en 2014, près d'un tiers des entreprises (32%) réglaient leur factures au-delà de 60 jours. Avec des conséquences parfois fatales pour les entreprises : une étude du cabinet Altares estime que sur les 62 000 défaillances d'entreprises survenues en 2014, 25% seraient liées à des retards de paiement, soit 15 000 entreprises (PME et TPE principalement). Le rapport de l'Observatoire des délais de paiement chiffre à 16 milliards d'euros les sommes non réglées (12 milliards d'euros pour les PME, 4 milliards pour les ETI),.
Dans une allocution prononcée le 23 novembre 2015, le ministre de l'économie Emmanuel Macron a annoncé des mesures visant à réduire les retards de paiement : « Il faut simplifier les choses parce que la conséquence économique [des retards de paiement], elle est la même, et une fragilisation de cette trésorerie, un poids pour sa compétitivité, une menace pour sa pérennité, c’est ce contre quoi justement il nous faut lutter. C’est pourquoi j’ai décidé de fusionner les médiations interentreprises et marchés publics en une médiation des entreprises. Et cette nouvelle médiation, elle doit permettre à la fois de simplifier le cadre du dialogue en offrant un guichet unique aux entreprises, et de diffuser les bonnes pratiques entre les donneurs d’ordres publics et privés, notamment en matière de délais de paiement. » Le Médiateur des entreprises s'attache ainsi, à travers son action, à évaluer ces retards, et encourager leur réduction.
À ce titre, le Médiateur des entreprises édite avec CroissancePlus un baromètre d'évaluation des donneurs d'ordres par leurs fournisseurs donnant lieu à un classement publié dans Challenges.

## Missions
(janvier 2024).

### Le service de médiation
La médiation s’adresse à tous les acteurs économiques, publics comme privés, qui rencontrent des difficultés dans leurs relations commerciales. C’est un service gratuit et confidentiel. Tout acteur économique (TPE, PME, ETI, grand groupe, acteurs publics), quels que soient sa forme juridique, sa taille, son secteur d’activité ou sa localisation en France peut saisir le Médiateur des entreprises.
Trois types de médiation s’offrent aux entreprises :
- La médiation individuelle concerne les relations d’un agent économique seul avec un client ou un fournisseur ;
- La médiation collective regroupe plusieurs entreprises face à un même client ou fournisseur, ou à un groupe de clients ou de fournisseurs. Il est également possible que des entreprises entrent en médiation par l'intermédiaire de leur fédération professionnelle ou syndicat ; ;
- La médiation de branche ou de filière implique tous les acteurs d’une même filière, ou branche professionnelle s’opposant sur un sujet.

#### Les principaux motifs de saisine
Toute difficulté, qu’elle concerne les relations contractuelles ou la commande publique, peut faire l’objet d’une saisine. Les motifs de saisine les plus fréquents sont les suivants :
1. Conditions de paiement (délais, retenues, pénalités, retard volontaire de facturation, décalage de la date d'émission des factures en auto-facturation par le client, etc.)
2. Rupture et/ou désengagement brutal de contrat
3. Blocage d’une commande (exclusion totale des CGV, annulation de commande non indemnisée, non-respect des prévisions de commandes, etc.)
4. Non-reconnaissance d’un contrat tacite (détournement de la propriété intellectuelle, conditions contractuelles imposées à la formation du contrat, etc.)
5. Non-paiement des travaux ou fournitures réceptionnés sans réserve
6. Modification unilatérale du contrat
7. Conditions générales d’achat ou contrats commerciaux léonins (contrat à prix ferme sans prise en compte des fluctuations des matières premières).
8. Activités non rémunérées (frais de R&D, études, logiciels...)

#### Le déroulement d'une médiation
Dans les jours qui suivent la saisine, un des 60 médiateurs du réseau entre en contact avec le "médié" (l'organisme saisissant) afin d’affiner l’objet de sa demande et les conditions dans lesquelles la médiation pourra se dérouler. La médiation vise ensuite à convaincre les parties de renouer le dialogue afin qu’elles s’accordent sur une solution commune, donnant lieu à un protocole d’accord signé par les deux parties.
Sur les 900 dossiers de médiation traités en 2015, 75 % ont trouvé une issue favorable.

### La promotion des comportements d'achats responsables
Au-delà de la résolution des litiges contractuels, le Médiateur des entreprises a pour mission de faire évoluer positivement et durablement les comportements des acteurs concernés par les relations client-fournisseur, tant privés que publics, via la promotion de la charte et du label « Relations Fournisseur Responsables », en partenariat avec la Compagnie des dirigeants et acheteurs de France (CDAF).

#### La charte Relations fournisseur responsables
La charte liste 10 engagements en faveur de relations durables et équilibrées entre fournisseurs et donneurs d’ordre :
1. Assurer une équité financière vis-à-vis des fournisseurs
2. Favoriser la collaboration entre grands donneurs d’ordres et fournisseurs stratégiques
3. Réduire les risques de dépendances réciproques entre donneurs d’ordres et fournisseurs
4. Impliquer les grands donneurs d’ordres dans leur filière
5. Apprécier le coût total de l'achat
6. Intégrer la problématique environnementale
7. Veiller à la responsabilité territoriale de son entreprise
8. Les achats : une fonction et un processus
9. Une fonction achat chargée de piloter globalement la relation fournisseurs
10. Fixer une politique cohérente de rémunération des acheteurs

Créée en 2010, la charte Relations fournisseur responsables comptait fin mars 2016 environ 1500 signataires, privés ou publics.

#### Le label Relations fournisseur responsables
Lancé en 2012, le label Relations fournisseur responsables s’inscrit dans le prolongement de la charte. Premier et seul label décerné par les pouvoirs publics en matière d’achat responsable, il distingue les entreprises ou entités publiques françaises ayant fait la preuve de relations durables et équilibrées avec leurs fournisseurs.
Toute entreprise ou organisation publique signataire de la charte est éligible au label, et doit, pour y prétendre, se soumettre à une évaluation approfondie de ses pratiques d’achat conduite par un des quatre organismes agréés par le Médiateur des entreprises et le CDAF.
Fin 2015, 34 organisations privées ou publiques étaient labellisées, dont 10 entreprises du CAC40.

### Le soutien à l'innovation des entreprises
Le Médiateur des entreprises a vu sa mission étendue à l’innovation en mars 2014. Présent aux côtés de porteurs de projets innovants, particulièrement les plus petits d’entre eux, start’up, TPE ou PME, il contribue par ses actions à améliorer le fonctionnement complexe de la chaine Recherche & Développement, innovation, et les relations entre les multiples acteurs qui la composent. Parmi ces actions, on peut citer :
- la possibilité de saisir le médiateur sur tous les sujets freinant l’innovation notamment : crédit d'impôt recherche et crédit d’impôt innovation, propriété intellectuelle, différends entre TPE/PME et laboratoires publics ou privé, différends avec les financeurs ;
- le soutien à la propriété intellectuelle et industrielle en partenariat avec l’INPI[30] ;
- l’extension à l’ensemble des grandes entreprises de la "charte de bonnes pratiques à destination des PME innovantes" (signée par 19 grands comptes de l’APE en décembre 2012) ;
- la mise en place d’un dispositif de référencement des cabinets conseil en CIR-CII[31] ;
- la participation à la mobilisation des acheteurs publics pour atteindre l’objectif de 2 % de commande publique consacrée à l’innovation ;
- la facilitation du financement de l’innovation.

## Le médiateur dans les médias
Dans le cadre de l’émission BFM Business - Le Rendez-vous du médiateur Business Club de France, animée par Michel Picot, le médiateur des entreprises répond chaque semaine aux interrogations de dirigeants d'entreprises ayant été confrontés à des difficultés contractuelles (rupture brutale de contrat, retards de paiement, modifications unilatérales des cahiers des charges...) et souhaitant faire part d’une expérience réussie de médiation avec un de leurs clients ou fournisseurs[source insuffisante].